# Newaygo County
Newaygo County ist ein County im Bundesstaat Michigan der Vereinigten Staaten. Der Verwaltungssitz (County Seat) ist White Cloud. Das U.S. Census Bureau hat bei der Volkszählung 2020 eine Einwohnerzahl von 49.978 ermittelt.

## Geographie
Das County liegt im Osten der Unteren Halbinsel von Michigan, ist etwa 35 km vom Michigansee entfernt und hat eine Fläche von 2231 Quadratkilometern, wovon 49 Quadratkilometer Wasserfläche sind. Es grenzt im Uhrzeigersinn an folgende Countys: Lake County, Mecosta County, Montcalm County, Kent County, Muskegon County und Oceana County.

## Geschichte
Newaygo County wurde 1840 aus Teilen des Mackinac County und des Oceana County gebildet. Benannt wurde es entweder nach einem indianischen Häuptling oder nach dem indianischen Wort für viel Wasser.
Fünf Orte im County sind im National Register of Historic Places eingetragen (Stand 27. Januar 2018).

## Demografische Daten
Nach der Volkszählung im Jahr 2000 lebten im Newaygo County 47.874 Menschen in 17.599 Haushalten und 12.935 Familien. Die Bevölkerungsdichte betrug 22 Einwohner pro Quadratkilometer. Ethnisch betrachtet setzte sich die Bevölkerung zusammen aus 94,80 Prozent Weißen, 1,12 Prozent Afroamerikanern, 0,65 Prozent amerikanischen Ureinwohnern, 0,29 Prozent Asiaten, 0,03 Prozent Bewohnern aus dem pazifischen Inselraum und 1,63 Prozent aus anderen ethnischen Gruppen; 1,48 Prozent stammten von zwei oder mehr Ethnien ab. 3,85 Prozent der Bevölkerung waren spanischer oder lateinamerikanischer Abstammung.
Von den 17.599 Haushalten hatten 35,2 Prozent Kinder unter 18 Jahren, die bei ihnen lebten. 60,2 Prozent waren verheiratete, zusammenlebende Paare, 9,0 Prozent waren allein erziehende Mütter und 26,5 Prozent waren keine Familien. 22,2 Prozent waren Singlehaushalte und in 9,0 Prozent lebten Menschen im Alter von 65 Jahren oder darüber. Die Durchschnittshaushaltsgröße betrug 2,68 und die durchschnittliche Familiengröße lag bei 3,13 Personen.
29,1 Prozent der Bevölkerung waren unter 18 Jahre alt. 7,4 Prozent zwischen 18 und 24 Jahre, 27,5 Prozent zwischen 25 und 44 Jahre, 23,2 Prozent zwischen 45 und 64 Jahre und 12,8 Prozent waren 65 Jahre oder älter. Das Durchschnittsalter betrug 36 Jahre. Auf 100 weibliche Personen kamen 99,6 männliche Personen. Auf 100 Frauen im Alter von 18 Jahren und darüber kamen statistisch 97,2 Männer.
Das jährliche Durchschnittseinkommen eines Haushalts betrug 37.130 US-Dollar, das Durchschnittseinkommen einer Familie 42.498 USD. Männer hatten ein Durchschnittseinkommen von 35.549 USD, Frauen 22.738 USD. Das Prokopfeinkommen betrug 16.976 USD. 9,0 Prozent der Familien und 11,6 Prozent der Bevölkerung lebten unterhalb der Armutsgrenze.